# Canton de Saint-Gervais-les-Trois-Clochers
Le canton de Saint-Gervais-les-Trois-Clochers est un ancien canton français situé dans le département de la Vienne et la région Poitou-Charentes.

## Géographie
Ce canton était organisé autour de Saint-Gervais-les-Trois-Clochers dans l'arrondissement de Châtellerault. Son altitude varie de 37 m (Antran) à 163 m (Saint-Gervais-les-Trois-Clochers) pour une altitude moyenne de 119 m. 

## Représentation
Ancien canton de Leigné-sur-Usseau jusqu'au décret du 11 janvier 1973.

### Conseillers généraux de 1833 à 2015
| Période           | Période      | Identité                                                  | Étiquette    | Qualité |
| ----------------- | ------------ | --------------------------------------------------------- | ------------ | --- |
| 1833              | 1845         | Pierre Pleignard                                          | Libéral      | Avocat, Procureur du Roi à Poitiers puis à Châtellerault puis notaire et député (1848-1849)                                                  |
| 1845              | 1861         | Alphonse de La Fouchardière (1809-1890)                   |              | Avocar, propriétaire à Usseau et à Sérigny                                                                                                   |
| 1861              | 1875 (décès) | Romain Bricheteau de la Morandière, dit Romain Morandière |              | Ingénieur en chef de la Compagnie Paris-Orléans                                                                                              |
| 1875              | 1880         | Jules Edouard Ménard                                      | Républicain  | Docteur-médecin Maire de Saint-Gervais-les-Trois-Clochers                                                                                    |
| 1880              | 1886         | Comte François Lecointre                                  | Droite       | Propriétaire à Maisonneuve, Maire d'Antran Député (1885-1889)                                                                                |
| 1886              | 1899 (décès) | Fernand Méreau                                            | Républicain  | Maire d'Usseau, conseiller d'arrondissement                                                                                                  |
| 1900              | 1910 (décès) | Hippolyte Delavau de Treffort de La Massonne (1851-1910)  | Républicain  | Marchand de fer, propriétaire à La Moralière, maire d'Antran, conseiller d'arrondissement Président du Tribunal de commerce de Châtellerault |
| 1910              | 1925 (décès) | Charles Marchand                                          |              | Docteur en médecine Maire de Saint-Gervais-les-Trois-Clochers                                                                                |
| 1925              | 1934         | Augustin Laurin                                           | URD          | Maire d'Antran |
| 1934              | 1940         | Louis Braguier                                            | Rad.         | Cultivateur, conseiller municipal de Saint-Gervais-les-Trois-Clochers, conseiller d'arrondissement                                           |
|                   |              |                                                           |              | |
| 1945              | 1949 (décès) | Louis Braguier                                            | Rad.         | Minotier à Saint-Gervais-les-Trois-Clochers                                                                                                  |
| 18 septembre 1949 | 1961         | Louis Camille Pichon (1893-1984)                          | DVD          | Directeur de coopérative agricole, maire d'Antran                                                                                            |
| 1961              | 1973         | Aramis Legrand (1898-1991)                                | Rad.         | Cultivateur, maire de Saint-Gervais-les-Trois-Clochers                                                                                       |
| 1973              | 1979         | Michel Montenay                                           | UDR puis RPR | Industriel, maire d'Ingrandes (1977-1992) |
| 1979              | 1985         | Bernard Givelet                                           | PS           | Enseignant, Saint-Gervais-les-Trois-Clochers                                                                                                 |
| 1985              | 2011         | Jacques Boulas                                            | DVD          | Médecin Maire-adjoint de Saint-Gervais-les-Trois-Clochers Président de la Communauté de Communes Mâble et Vienne                             |
| 2011              | 2015         | Alain Pichon                                              | DVD          | Exploitant agricole Maire d' Antran Elu en 2015 dans le Canton de Châtellerault-2                                                            |

### Conseillers d'arrondissement (de 1833 à 1940)
| Période                                  | Période          | Identité                                       | Étiquette                | Qualité |
| ---------------------------------------- | ---------------- | ---------------------------------------------- | ------------------------ | --- |
| 1833                                     | 1845             | Jacques Antoine de La Fouchardière (1781-1856) |                          | Maire de Sérigny                                                                                            |
|                                          |                  |                                                |                          | |
| 1875                                     | 1886             | Fernand Méreau                                 | Républicain              | Propriétaire à Usseau                                                                                       |
|                                          |                  |                                                |                          | |
| 1889                                     | ?                | M. Darbez                                      | Opportuniste             | |
|                                          |                  |                                                |                          | |
| av.1895                                  | 1900 (démission) | Hippolyte Delavau de Treffort de La Massonne   | Républicain              | Marchand de fer, maire d'Antran                                                                             |
| 1900                                     | 1907             | M. Marionneau                                  | Républicain              | Président du Tribunal de commerce                                                                           |
| 1907                                     | ?                | M. Marchand                                    | Républicain progressiste | Docteur en médecine                                                                                         |
| av.1913                                  | 1925             | Camille Souriau                                | Républicain              | Agriculteur à Leigné-sur-Usseau, maire de Mondion, suppléant du juge de paix                                |
| 1925                                     | 1931             | M. Pageard                                     | Radical                  | |
| 1931                                     | 1934             | Charles Braguier                               | Radical                  | Cultivateur et minotier à Saint-Gervais-les-Trois-Clochers                                                  |
| Décembre 1934                            | 1937             | Marcel Dupuis                                  | Droite                   | Conseiller municipal de Saint-Gervais                                                                       |
| 1937                                     | 1939 (décès)     | M. Baranger                                    | Républicain              | Notaire |
| Avr.1939                                 | 1940             | Henri Aubert                                   | Concorde républicaine    | Maire de Sérigné                                                                                            |
| 1940                                     |                  |                                                |                          | Les conseils d'arrondissement ont été suspendus par la loi du 12 octobre 1940 et n'ont jamais été réactivés |
| Les données manquantes sont à compléter. |                  |                                                |                          | |

## Composition
Le canton de Saint-Gervais-les-Trois-Clochers regroupait 9 communes et comptait 5 278 habitants (recensement de 2007 populations municipales).
| Nom                                          | Code Insee | Codepostal | Superficie (km2) | Population (dernière pop. légale) | Densité (hab./km2) |
| -------------------------------------------- | ---------- | ---------- | ---------------- | --------------------------------- | ------------------ |
| Saint-Gervais-les-Trois-Clochers (chef-lieu) | 86224      | 86230      | 39,15            | 1 323 (2012)                      | 34                 |
| Antran                                       | 86007      | 86100      | 23,82            | 1 170 (2012)                      | 49                 |
| Leigné-sur-Usseau                            | 86127      | 86230      | 11,23            | 482 (2012)                        | 43                 |
| Mondion                                      | 86162      | 86230      | 8,91             | 114 (2012)                        | 13                 |
| Saint-Christophe                             | 86217      | 86230      | 15,20            | 337 (2012)                        | 22                 |
| Sérigny                                      | 86260      | 86230      | 24,92            | 309 (2012)                        | 12                 |
| Usseau                                       | 86275      | 86230      | 18,95            | 657 (2012)                        | 35                 |
| Vaux-sur-Vienne                              | 86279      | 86220      | 7,00             | 602 (2012)                        | 86                 |
| Vellèches                                    | 86280      | 86230      | 19,64            | 402 (2012)                        | 20                 |

## Démographie
| 1975  | 1982  | 1990  | 1999  | 2006  | 2011  | 2012  |
| ----- | ----- | ----- | ----- | ----- | ----- | ----- |
| 4 428 | 4 809 | 4 723 | 4 946 | 5 228 | 5 369 | 5 396 |

## Sources
1. ↑  « Journal officiel de la République française », sur Gallica, 2 juin 1875 (consulté le 18 novembre 2023).
2. ↑  « Journal officiel de la République française », sur Gallica, 22 juin 1875 (consulté le 18 novembre 2023).
3. ↑  « Journal officiel de la République française. Lois et décrets », sur Gallica, 1er février 1900 (consulté le 18 novembre 2023).
4. ↑  « Journal officiel de la République française. Lois et décrets », sur Gallica, 13 mars 1900 (consulté le 18 novembre 2023).
5. ↑  « Journal officiel de la République française. Lois et décrets », sur Gallica, 24 octobre 1925 (consulté le 18 novembre 2023).
6. ↑  « Journal officiel de la République française. Lois et décrets », sur Gallica, 4 décembre 1925 (consulté le 18 novembre 2023).
7. ↑  https://www.lanouvellerepublique.fr/vienne/commune/ingrandes-86/l-ancien-maire-michel-montenay-est-decede-dans-la-sarthe
8. ↑  Structure de la population du canton de 1968 à l'année de la dernière population légale connue
9. ↑  Fiches Insee - Populations légales du canton pour les années 2006, 2011, 2012